# مخمصه داماد
مخمصهٔ داماد یا وقت رفتن به بستر برای عروس (به فرانسوی: Le Coucher de la Mariée) یک فیلم کوتاه صامت و سیاه‌وسفید محصول فرانسه در سبک پورنوگرافی است که در سال ۱۸۹۶ منتشر شد.